# Fukozilgalaktozid 3-a-galaktoziltransferaza
Fukozilgalaktozid 3-a-galaktoziltransferaza (EC 2.4.1.37, UDP-galaktoza:O-alfa-L-fukozil(1->2)D-galaktoza alfa-D-galaktoziltransferaza, UDPgalaktoza:glikoprotein-alfa-L-fukozil-(1,2)-D-galaktoza 3-alfa--galaktoziltransferaza, (supstanca krvne grupe) alfa-galaktoziltransferaza, galaktoziltransferaza zavisna od krvno grupne supstance B, glikoprotein-fukozilgalaktozidna alfa-galaktoziltransferaza, transferaza histo-krvne grupe B, galaktoziltransferaza zavisna od krvno grupne supstance B, UDP-galaktoza:alfa--fukozil-1,2-D-galaktozid 3-alfa--galaktoziltransferaza, UDP-galaktoza:alfa--fukozil-(1->2)--galaktozid 3-alfa--galaktoziltransferaza) je enzim sa sistematskim imenom UDP-alfa--galaktoza:alfa--fukozil-(1->2)--galaktozid 3-alfa--galaktoziltransferaza. Ovaj enzim katalizuje sledeću hemijsku reakciju
UDP-alfa--galaktoza + alfa-L-fukozil-(1->2)--galaktozil-R {\displaystyle \rightleftharpoons } UDP + alfa-D-galaktozil-(1->3)-[alfa--fukozil(1->2)]--galaktozil-R (gde R može da bude OH, oligosaharid ili glikokonjugat)
Ovaj enzim deluje na supstance koje određuju krvne grupe. On može da koristi brojne 2-fukozil-galaktozide kao akceptore.

## Literatura
- Nicholas C. Price; Lewis Stevens (1999). Fundamentals of Enzymology: The Cell and Molecular Biology of Catalytic Proteins (Third изд.). USA: Oxford University Press. ISBN 019850229X.
- Eric J. Toone (2006). Advances in Enzymology and Related Areas of Molecular Biology, Protein Evolution (Volume 75 изд.). Wiley-Interscience. ISBN 0471205036.
- Branden C; Tooze J. Introduction to Protein Structure. New York, NY: Garland Publishing. ISBN 0-8153-2305-0.
- Irwin H. Segel. Enzyme Kinetics: Behavior and Analysis of Rapid Equilibrium and Steady-State Enzyme Systems (Book 44 изд.). Wiley Classics Library. ISBN 0471303097.
- William P. Jencks (1987). Catalysis in Chemistry and Enzymology. Dover Publications. ISBN 0486654605.

## Spoljašnje veze
- Fucosylgalactoside+3-alpha-galactosyltransferase на 